# 布鲁斯·道格拉斯
布鲁斯·道格拉斯（英語：Bruce Douglas，1964年4月9日—），美国NBA联盟前职业篮球运动员。他在1986年的NBA选秀中第3轮第57顺位被萨克拉门托国王选中。